# Ella Toone
Ella Toone (Wigan, 2 september 1999) is een voetbalspeelster uit Engeland. Ze speelt als middenvelder voor Manchester United in de Super League.

## Clubcarrière
Toone begon haar carrière bij Manchester United maar vertrok na een gebrek aan perspectief naar Blackburn Rovers. In 2016 vertrok Toone naar aartsrivaal Manchester City. In juli 2016 maakte Toone haar debuut voor Manchester City in een 8-0 overwinning op Aston Villa in de Continental Cup. Dat seizoen leverde Toone een nominatie op voor Young Player of the Year (die uiteindelijk werd gewonnen door Beth Mead).

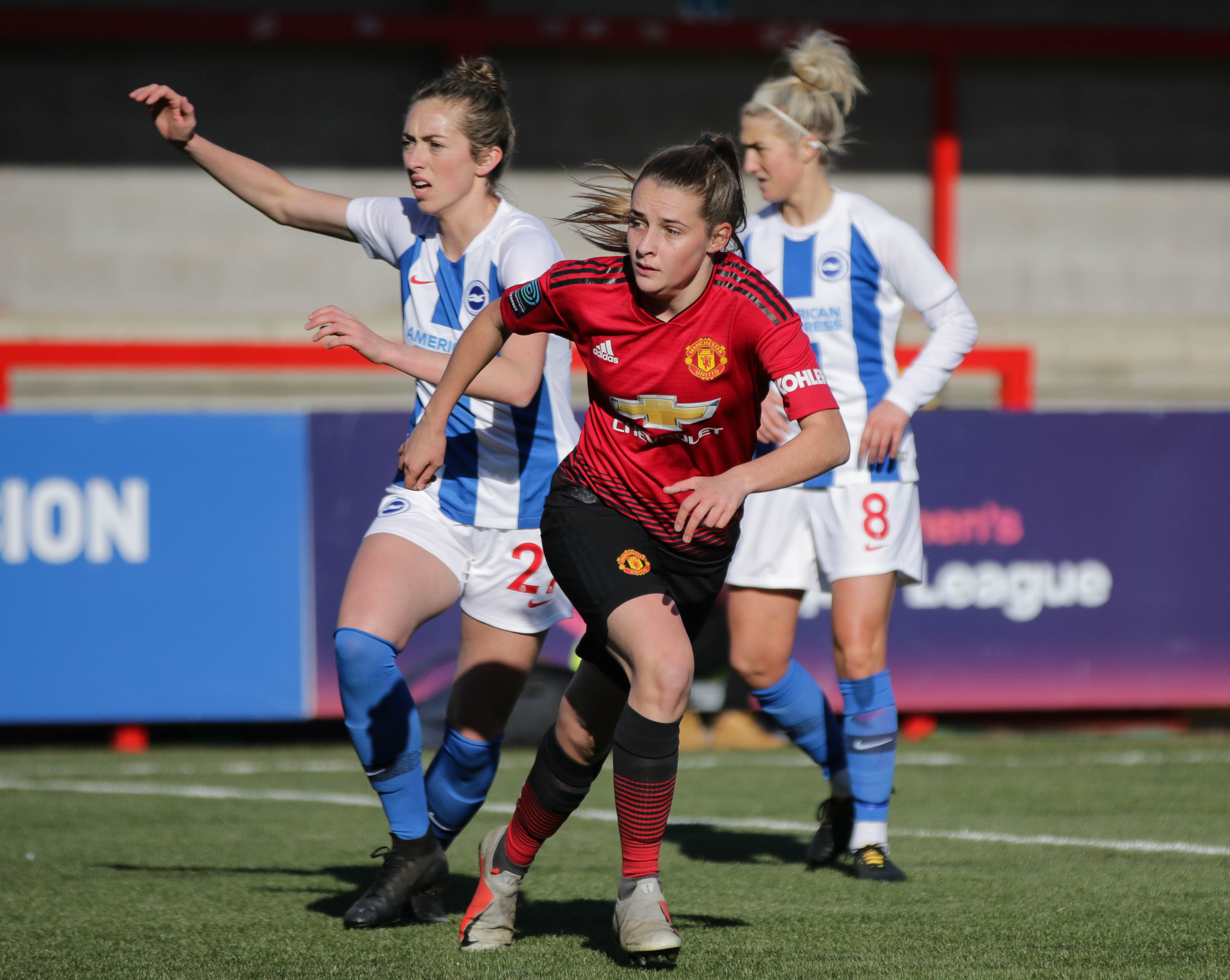
Toone (midden) in een wedstrijd van Manchester United tegen [[Brighton & Hove Albion WFC|Brighton & Hove Albion])]] in 2019.

In juli 2018 keerde Toone terug bij Manchester United. Op 19 augustus 2018 maakte Toone haar debuut in een 1-0 overwinning op Liverpool in de League Cup. Op 9 september 2019 volgde haar eerste doelpunt in een 12-0 overwinning op Aston Villa.
In het seizoen 2019/2020 wist Toone in een League Cup wedstrijd tegen Leicester City vijf keer te scoren.
Op 10 november 2020 heeft Manchester  United het contract van Ella Toone verlengd tot juni 2022.

## Statistieken
| Seizoen   | Club              | Land     | Competitie              | Wedstrijden | Doelpunten |
| --------- | ----------------- | -------- | ----------------------- | ----------- | ---------- |
| 2015-2017 | Blackburn Rovers  | Engeland | FA Women's Super League | 20          | 13         |
| 2016-2018 | Manchester City   | Engeland | FA Women's Super League | 5           | 0          |
| 2018/19   | Manchester United | Engeland | FA Women's Super League | 10          | 14         |
| 2019/20   | Manchester United | Engeland | FA Women's Super League | 13          | 1          |
| 2020/21   | Manchester United | Engeland | FA Women's Super League | 22          | 9          |
| 2021/22   | Manchester United | Engeland | FA Women's Super League | 22          | 7          |
| 2022/23   | Manchester United | Engeland | FA Women's Super League | 22          | 3          |
| 2023/24   | Manchester United | Engeland | FA Women's Super League | 22          | 6          |
| 2024/25   | Manchester United | Engeland | FA Women's Super League | 18          | 5          |
| Totaal    | Totaal            | Totaal   | Totaal                  | 164         | 58         |

Laatste update: 6 juli 2025

## Interlandcarrière

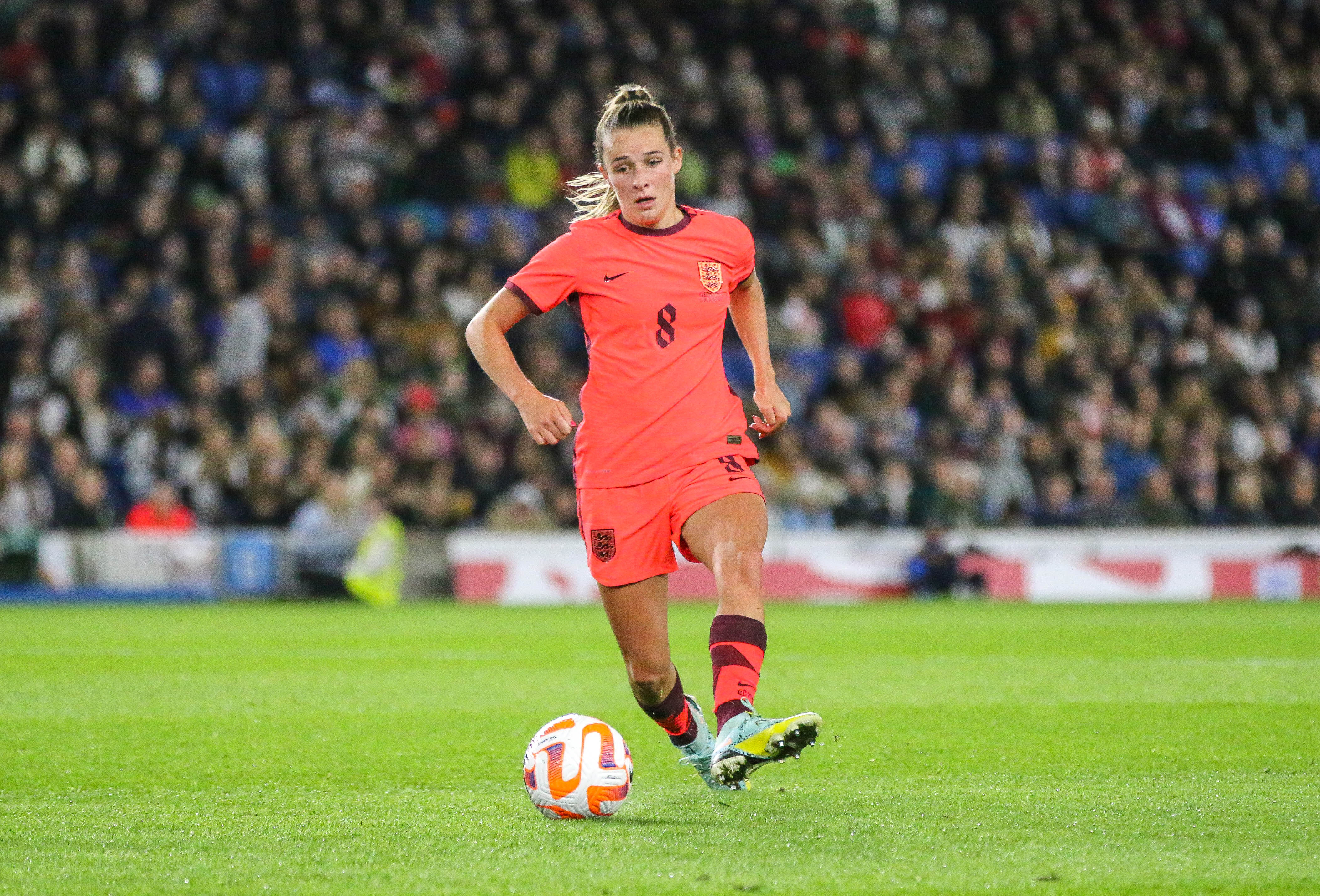
Toone in een wedstrijd voor Engeland tegen Tsjechië

Toone maakte haar debuut voor het Engelse nationale team op 23 februari 2021 in een 6-0 overwinning in een vriendschappelijk duel tegen Noord-Ierland waarin ze vanaf de penaltystip ook haar eerste goal maakte. Haar eerste hattrick volgde op 30 november 2023 in een duel tegen Letland in de kwalificatie voor het EK 2022 dat met maar liefst 20-0 werd gewonnen.
Toone werd geselecteerd voor het EK 2022. Met Engeland werd Toone Europees kampioen door Duitsland met 2-1 te verslaan in de finale. Toone kwam alle wedstrijden op het toernooi in actie en maakte twee belangrijke goals tegen Spanje en de 1-0 in de finale.
Op 31 mei 2023 selecteerde bondscoach Sarina Wiegman Toone voor het WK 2023. Toone scoorde de openingsgoal in de halve finale tegen Australië waardoor Engeland de finale van het WK wist te halen. Deze werd echter met 1-0 verloren tegen Spanje.
Op 6 juni 2025 werd Toone opgenomen in de Engelse selectie voor op het EK 2025 in Zwitserland. Met haar land werd ze op 27 juli 2025 Europees kampioen door in de finale na penalty's af te rekenen met Spanje.
1 Earps ·
2 Bronze ·
3 Daly ·
4 Walsh ·
5 Greenwood ·
6 Bright ·
7 Mead ·
8 Williamson  ·
9 White ·
10 Stanway ·
11 Hemp ·
12 Carter ·
13 Hampton ·
14 Kirby ·
15 Stokes ·
16 Scott ·
17 Parris ·
18 Kelly ·
19 England ·
20 Toone ·
21 Roebuck ·
22 Wubben-Moy ·
23 Russo ·
Coach: Wiegman
1 Earps ·
2 Bronze ·
3 Charles ·
4 Walsh ·
5 Greenwood ·
6 Bright  ·
7 James ·
8 Stanway ·
9 Daly ·
10 Toone ·
11 Hemp ·
12 Nobbs ·
13 Hampton ·
14 Wubben-Moy ·
15 Morgan ·
16 Carter ·
17 Coombs ·
18 Kelly ·
19 England ·
20 Zelem ·
21 Roebuck ·
22 Robinson ·
23 Russo ·
Coach: Wiegman
1 Hampton ·
2 Bronze ·
3 Charles ·
4 Walsh ·
5 Greenwood ·
6 Williamson  ·
7 James ·
8 Stanway ·
9 Mead ·
10 Toone ·
11 Hemp ·
12 Le Tissier ·
13 Moorhouse ·
14 Clinton ·
15 Morgan ·
16 Carter ·
17 Agyemang ·
18 Kelly ·
19 Beever-Jones ·
20 Park ·
21 Keating ·
22 Wubben-Moy ·
23 Russo ·
Coach: Wiegman